# Jacek Sroka (lekarz weterynarii)
Jacek Sroka – polski lekarz weterynarii, doktor habilitowany nauk rolniczych, profesor w Państwowym Instytucie Weterynaryjnym – Państwowym Instytucie Badawczym oraz adiunkt w Instytucie Medycynym Wsi im. Witolda Chodźki w Lublinie, specjalista parazytologii.

## Kariera naukowa
W 1994 roku na Akademii Rolniczej w Lublinie uzyskał tytuł lekarza weterynarii. W 2005 roku na Wydziale Medycyny Weterynaryjnej tej samej uczelni uzyskał stopień doktora nauk weterynaryjnych na podstawie rozprawy pt. Badania nad występowaniem Toxoplasma gondii u zwierząt hodowlanych i dzikich z terenu województwa lubelskiego w aspekcie zagrożenia zdrowia ludności wiejskiej, której promotorem był Andrzej Sadzikowski. W 2007 roku został zatrudniony w Państwowym Instytucie Weterynaryjnym – Państwowym Instytucie Badawczym, a w 2019 roku uzyskał w nim stopień doktora habilitowanego nauk rolniczych w dyscyplinie weterynarii na podstawie pracy pt. Ocena potencjalnych źródeł zarażenia Toxoplasma gondii w Polsce w aspekcie zagrożenia zdrowia ludzi.